# ICVTD
ICVTD (ang. Infantry Combat Vehicle Technology Demonstrator) był prototypowym pojazdem stworzonym przez firmę Reumech OMC z Południowej Afryki. Podobnie jak Rooikat, miał napęd 8x8. Pojazd posiadał wieżyczkę od Ratel-20. Pojazd zbudowano we wczesnych latach 80. i wystawiony na targach DEXSA ww roku 1998.